# Afrogarypus seychellesensis
Afrogarypus seychellesensis är en spindeldjursart som först beskrevs av Beier 1940.  Afrogarypus seychellesensis ingår i släktet Afrogarypus och familjen Geogarypidae. Inga underarter finns listade i Catalogue of Life.